# Buonanotte ai suonatori
Buonanotte ai suonatori è il terzo album dal vivo dei Pooh uscito nel 1995.

## Descrizione
Doppio disco dal vivo ricavato 
dalle registrazioni effettuate dalla tournée elettrica di Musicadentro e dal fortunato tour acustico che ha toccato diverse piazze storiche in Italia.
Si riascoltano dal vivo brani passati nel dimenticatoio, riarrangiati in chiave acustica. Sfilano così Santa Lucia in originale interpretata da Dodi ma da ora in avanti eseguita coralmente dai quattro nei concerti, Alessandra, Quinta stagione (con l'utilizzo di un gruppo di campane tubolari) insieme ai pezzi che hanno fatto la storia del gruppo, come Dammi solo un minuto e Non siamo in pericolo oppure canzoni più recenti come Il cielo è blu sopra le nuvole riletta in chiave blues, con un arrangiamento stravolto rispetto all'originale.
La versione dal vivo di E non serve che sia Natale, canzone che chiude il percorso musicale di Musicadentro, è quella che i Pooh hanno realizzato nella Sala Nervi in Vaticano davanti a Papa Giovanni Paolo II, per il tradizionale concerto di Natale. Insieme a Senza musica e senza parole è l'unico brano dell'ultimo album a finire nella doppia antologia dal vivo.
Durante la tappa milanese dei concerti, in sala si è presentato Mario Goretti, ex membro del gruppo, chitarrista dal 1966 al 1968.

## Tracce
Disco 1
1. Santa Lucia (Battaglia - Negrini)
2. Quello che non sai ( Rag doll ) (Crewe - Gaudio - Negrini)
3. Linda (Facchinetti - Negrini)
4. La mia donna (Facchinetti - Negrini)
5. Alessandra (Facchinetti - Negrini)
6. Nascerò con te (Facchinetti - Negrini)
7. Quinta stagione (Strumentale) (Facchinetti)
8. Noi due nel mondo e nell'anima (Facchinetti - Negrini)
9. Ci penserò domani (Battaglia - Negrini)
10. La luna ha vent'anni (Canzian - Negrini)
11. Che vuoi che sia (Facchinetti - D'Orazio)
12. Mediterraneo (Strumentale) (Facchinetti - Battaglia)
13. Dammi solo un minuto (Facchinetti - Negrini)
14. Se c'è un posto nel tuo cuore (Canzian - D'Orazio)
15. Non siamo in pericolo (Facchinetti - Negrini)
16. Senza musica senza parole (Battaglia - D'Orazio)
17. E non serve che sia Natale (Facchinetti - D'Orazio) - (Città del Vaticano, 24 dicembre 1994)

Disco 2
1. Maria marea (Canzian - Negrini)
2. L'altra donna (Battaglia - Negrini)
3. La ragazza con gli occhi di sole (Battaglia - D'Orazio)
4. Parsifal (Facchinetti - Negrini)
5. Parsifal (Orchestrale) (Facchinetti)
6. Uomini soli (Facchinetti - Negrini)
7. Giulia si sposa (Facchinetti - Negrini)
8. La mia faccia (Facchinetti - Negrini)
9. Stare senza di te (Canzian - D'Orazio)
10. La Gabbia (Strumentale) (Facchinetti)
11. Il cielo è blu sopra le nuvole (Facchinetti - Negrini)
12. Ancora tra un anno (Facchinetti - Negrini)
13. Buonanotte ai suonatori (Facchinetti - Battaglia - Canzian - D'Orazio)

## Formazione
- Roby Facchinetti - voce, pianoforte, tastiera, fisarmonica
- Dodi Battaglia - voce, chitarra, pianoforte, tastiera, fisarmonica
- Stefano D'Orazio - voce, batteria, percussioni, flauto traverso, armonica a bocca
- Red Canzian - voce, basso, chitarra, violoncello, contrabbasso elettrico, contrabbasso, flauto dolce, mandolino

## Classifiche

### Classifiche settimanali
| Classifica (1995) | Posizione massima |
| ----------------- | ----------------- |
| Italia            | 7                 |

### Classifiche di fine anno
| Classifica (1995) | Posizione |
| ----------------- | --------- |
| Italia            | 68        |